# Piotta (moneta)

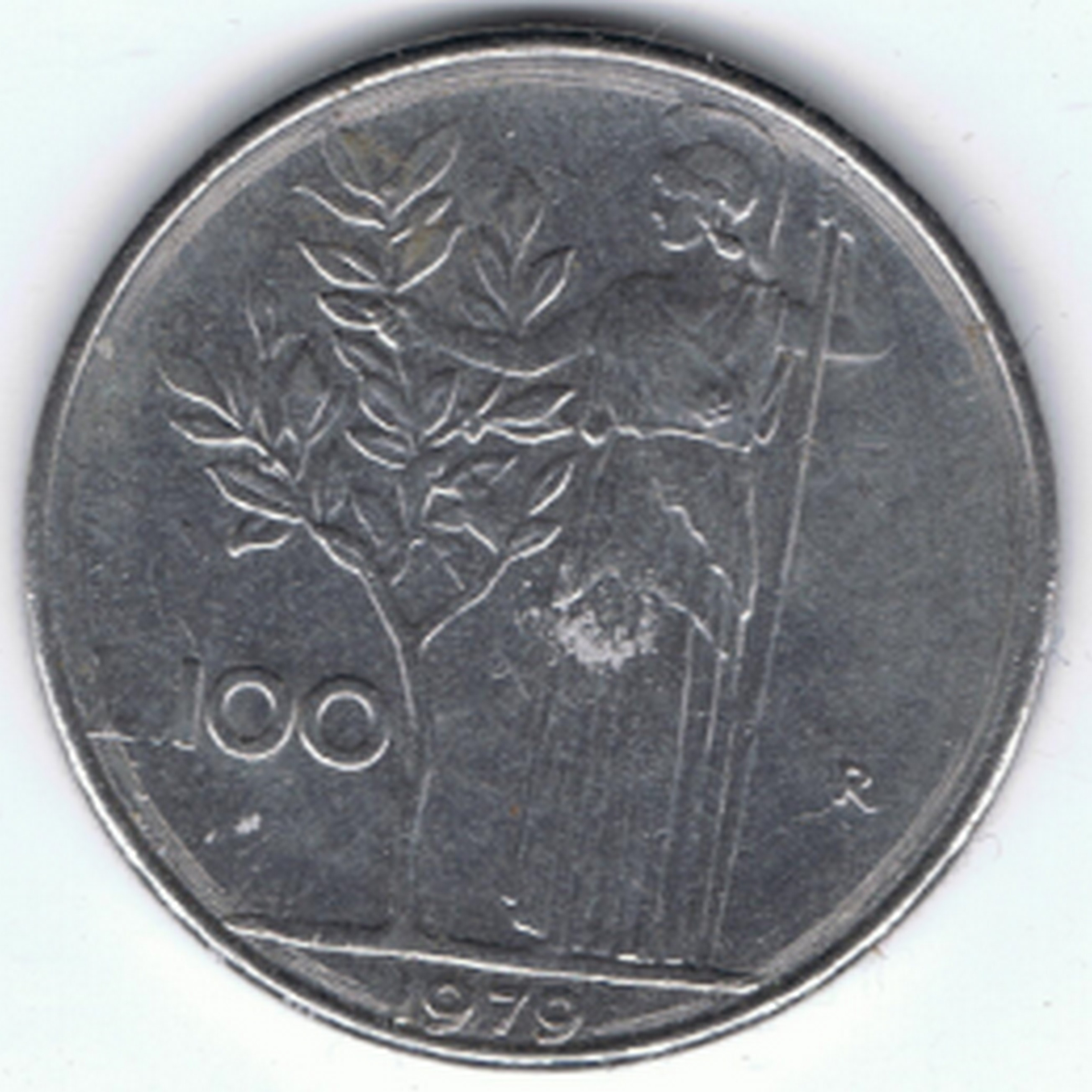
Moneta da 100 lire italiane del 1979

Con il termine piotta nel dialetto romanesco ci si riferisce al numero cento e vi è l'ipotesi che, durante lo Stato pontificio, si utilizzasse anche per identificare una moneta con l'effigie di un papa, probabilmente Pio IX. A sostegno di quest'idea, ad esempio, vi sono le definizioni della voce sul Dizionario Romanesco di Fernando Ravaro e su L'etimologico di Alberto Nocentini. Queste ipotesi non sono comunque state confermate e il termine viene ancora considerato di "etimologia incerta" sui principali dizionari.
È sicuro, invece, il successivo riferimento alla moneta da 100 lire, a cui ha fatto seguito nel tempo, per effetto della svalutazione, la banconota da 100.000 lire e poi quella da 100 euro. 
Il termine con riferimento ai soldi, dunque, è considerato di origine novecentesca e trova riscontri in film, registrazioni e scritti: il regista Pier Paolo Pasolini, ad esempio, aveva utilizzato la parola in un racconto già nel 1950, nella variante "piota".
«Siete poveri?» gli chiesi.

«Sì, abitiamo nelle baracche di via Casilina.»

«E come mai oggi avevi una piota in tasca?»

«L’ho guadagnata portando le valigie.»
(Pier Paolo Pasolini, La bibita)
Altre ipotesi meno condivise, riguardanti l'etimologia della parola, la fanno risalire a una specie ittica tipica della zona lombarda, oppure la associano alla pianta del piede (rifacendosi al verso di Dante nella Commedia: «forte spingava con ambo le piote» Inf. XIX, 120).